# 日米礦油
日米礦油株式会社（にちべいこうゆかぶしきがいしゃ）は1898年（明治31年）7月15日にニューヨークスタンダード石油の特約店として大阪市に設立された石油販売会社である。1942年（昭和17年）に会社を分割し、海外と関東の販売網と資本金の一部を日本重油へ譲渡する。2023年に125周年を記念し「日米ユナイテッド株式会社」と社名を変更しENEOSの特約店として石油販売を中心とした事業を展開している。

## 創業に至る背景

### 石油産業の起源
石油産業は照明用の灯油から始まった。海外では鯨油や樹脂、獣脂で製造された蝋燭にかわり、1800年半ばに灯油ランプが発明されると次第に普及していった。最初の油田が掘られたとされる1859年（安政5年）頃の米国は、石炭や天然アスファルトを原料としたCoaloilが照明用燃料として用いられ、その製造工場は500ヶ所ほど存在していた。やがて、Coaloilには原油が原料として優れていることが知られ、製造工場は急速に原料の転化を進め、原油取引市場が確立されていった。

### 日本の石油産業の黎明期
日本では行灯（あんどん）を使用し種油(たねあぶら)を照明用燃料として用いていたが、明治維新後の文明開化のなかで灯油を使用するランプが普及することで次第に置き替わり1877年（明治10年）ごろには全国的に普及していった。輸入に頼っていた灯油はやがて国内で生産され始め、1887年（明治20年）から1897年（明治30年）代にかけては、米国インターナショナル石油、日本石油、宝田石油の3大石油会社が石油採掘、精製、販売でしのぎを削っていた。

## 創業

### 日米礦油創設の経緯
日本の灯油需要が増加してきたことに着目したスタンダード石油は、1893年（明治26年）に横浜、1894年（明治27年）に神戸と長崎に支店を開設して灯油の直接販売に乗り出した。そのスタンダード石油の神戸支店の日本人幹部であった川口平次郎のすすめにより、京阪神で石油販売業を営む7名の出資により、礦油の販売を目的にニューヨークスタンダード石油の特約店として大阪市に創設された。日米礦油の名称は米国の石油製品を取り扱うことから名付けられた。日米礦油が創業した1898年（明治31年）は、日清戦後経営による影響から各種工業が発達し機械の使用が増加したことから機械油の需要が勢いを増していた。

### 日米礦油合資会社の創立
1898年（明治31年）7月15日、高津英馬、森田萬吉、柿崎嘉蔵、増田米七、玉手弘行、喜多清一郎、本間重慶ら7名による発起人会を開き、日米礦油合資会社の設立と23条からなる社員規約を制定した。社員規約1条では出資社員を社員とし、業務担当社員以下を職員と称した。
同年7月22日、社員臨時会において相談役に高津英馬、玉手弘行、業務担当社員に本間重慶、本社販売掛支配人に喜多清一郎に決定し、ニューヨークスタンダード石油社員の川口平二郎、財津亀三郎を協議員に委嘱し、各社員の出資額を決めた。

### 経営がおろそかで業績不振が続く
日米礦油の設立当初は、日清戦争後の爆発的な好況による反動から金融恐慌となり困難な状況にあった事と、出資者である7名はそれぞれの自社営業を続けており、支配人に選任された喜多も自社営業の片手間に販売業務を行う状況であり、だれも日米礦油の業務には熱意を示さず極めて消極的であった。当時販売していた商品の大部分は機械油であり灯油はほとんどなかった。スタンダード石油の製品は値段が高く、舶来品崇拝者が購入するという状態であり、ほとんど営業活動は行われず、その場限りの取引のみであり毎月赤字営業であった。

### 牧野商店を合併する
業績不振の対応策として、1898年（明治31年）10月に牧野弥兵衛（牧野礦油店店主）を副支配人として招き、牧野商店の業務を移管して合併した。牧野は主に得意先の開拓に従事する。その後、社員の入れ替えがあり、1899年（明治32年）12月に森幹一、江沢正太郎が代表社員に就任、さらに牧野が支配人になると業績が好調する。

### 積極的経営に乗り出す
新潟製油所開設
”舶来もの”とされた機械油は無条件に信頼されていたが、値段は国産品が遥かに安く品質が劣っていても商売戦略上は取り扱いが必要であった。出資者である喜多清一郎は過去に大阪製油株式会社に勤務していたが、やがて閉鎖となったため販売店を開設し富田製油所製品を取り扱っていた。富田製油所では大阪製油時代に働いていた早山与三郎がおり、その関係から新潟にある若月・浅田製油所製品の紹介を受ける。日米礦油は両製油所製品を一手に引き受ける事とし、早山を技術者として派遣する。その後早山は、独立して製油することを申し出たので、日米礦油が融資を行い、1899年（明治32年）12月13日、石崎石三が所有する製油所を借り受け早山へ製油を委託した。これが、日米礦油新潟製油所である。　ここでは鶴印、孔雀印、鷹印のマシン油、スピンドル油などの機械油を製造していた。翌年の1900年（明治33年）に、早山は新津にある製油所も借り受けて早山礦油製油所として創業し、その機械油も引き受けることとなった。
北九州に出張店を設置する
営業が軌道に乗り始め、筑豊炭鉱関連の車軸油需要が多くなってきたため、販売拠点として北九州市若松区に1900年（明治33年）3月出張店を設置する。ここでは新潟製油所製の製品を積極的に売り、車軸油の販売を独占することで相当の業績を上げる。
石油溶解工場を設置
1904年（明治37年）9月にカストル油の精製、潤滑油の調合を目的として石油溶解工場を大阪に設置し、石油加工業に進出する。
東京に出張店を設置する
北九州の経験を生かして東北方面に販路を拡張するため、1908年（明治41年）11月には東京千住に出張店を設置する。しかし、1911年（明治44年）4月9日の吉原大火により焼失することになった。同年4月14日に本所松井町に事務所を移転する。同年12月、支店長の横溝が雇っていた家庭教師の甥である近藤光正が13歳で給士として東京出張店に入社する。
この頃の店舗の状況について近藤は著書でこのように述べている。
その当時は、明治時代も末であったが、まだ事務所には畳の上に坐り机をおいてそこで仕事をする。今日、歌舞伎芝居で見られる呉服屋、質屋の様な、店がまえであった。勿論タバコは、主客とともに、キセルで喫煙し、タバコ盆をだしたものである。—近藤光正、『道ひとすじに』、

### 牧野弥兵衛が代表社員へ就任する
1909年（明治42年）10月出資社員である玉手弘行、高津英馬が出資金の権利を江沢正太郎、森幹一、牧野弥兵衛、早山与三郎、小林正之に譲渡する。これにより牧野弥兵衛、早山与三郎、小林正之が社員となる。1910年（明治43年）3月に業務担当社員である森幹一が死去し、同年12月、業務担当社員である江沢正太郎も相次ぎ死去する。両者の出資金譲渡を受け、牧野弥兵衛が支配人から代表社員へ就任する。

### 大阪は日本石油、東京は宝田石油と特約店契約する
1909年（明治42年）5月に大阪本社と若松出張店が日本石油と、1912年（明治45年）10月には東京出張店は宝田石油と特約店契約を締結する。1921年（大正10年）10月1日に第一次世界大戦後のきびしい経営環境と、両者の販売競争の激化が石油産業の発展に悪影響を及ぼすことから日本石油と宝田石油は合併することになる。

## 明治から大正期

### 石油製品需要の変化[17]
石油ランプから電灯へ
1907年（明治40年）に東京電灯桂川駒橋水力発電所が完成し、送電技術の発達と電灯料金の値下げによって電灯普及率は著しく上昇する。大正半ばにはガス灯、ランプは完全に姿を消すこととなった。
漁船の大型化による軽油需要が増加する
1897年（明治30年）に遠洋漁業奨励法公布を契機に沖合漁業が発展し、漁船の大型化が進み発動機を使用するに至った。当初は灯油を燃料として使用していたが、大正にはいる頃から軽油へと変わっていった。
艦艇、船舶の発動機の変化から重油需要が増加する
重油は、工場用燃料や塗料、防腐剤として用いられてきたが大部分は船舶用燃料として使用された。1908年（明治41年）に天洋丸の建造を機にタービン化が進み、船舶用重油消費量が増加した。また汽船のディーゼル化が進み海軍の艦艇用燃料も重油に切り替えられつつあり重油の消費量が伸びつつあった。
自動車用の揮発油需要の増加
ゴム溶解、魚油精製、羊毛脱脂、消毒、洗浄等に用いられてきた揮発油は、1900年（明治33年）に自動車が輸入されると、他の石油製品よりも消費量の増加が著しくなった。

### 第一次世界大戦により利益倍増する
1914年（大正3年）7月に第一次世界大戦が勃発すると軍用油が激増し、輸入油が入手困難との見通しから石油価格が上昇したが、一時的なものであり、反動不況となった。輸入油は値下げを発表するが、需要は国内油に頼っていたため売れ行きが活発になり利益は前年比で倍増する。

### 各種工場を開設する
油脂製造工場を新設する
油脂部門の販売に進出するため、1916年（大正5年）3月に東京市深川区に油脂製造工場を新設し東京店の管理下においた。
 油精製工場を設立する
　
東京出張所の事業として、油精製工場を千葉県東葛飾郡浦安村に1914年（大正3年）末に開設する。これらの工場ではグリースの製造および、食料油の精製をおこなった。
 動植物油再製工場の焼失
1914年（大正3年）3月21日に東京隅田川工場を火災により焼失してしまう。

### 早山製油所を買収し直営製油所とする
創業以来、機械油の販売で業績を上げてきたが製油工場を持っていなかった事から日本石油、宝田石油からの圧力や官庁の入札に参加できないなど影響があった。この様な経緯から、早山与三郎が所有し製品を全量納入していた新潟製油所の買収を迫られ1916年（大正5年）7月1日合併することとなった。しかし、販売量が急増し生産量とのバランスが崩れ、契約履行上の問題が生じたことから1922年（大正11年）1月15日新潟製油所を前所有者の早山与三郎に売却、分離することとなった。

### 東京出張店を高層建築のモダンビルにする
業務の拡大に伴い手狭となった事務所を新築し1922年（大正11年）12月1日に移転する。木造様式で三階洋館の、屋根にはフランス調の赤瓦を用いたモダンな作りであった。当時としては高層建築であった事務所だが、翌年の1923年（大正12年）9月1日の関東大震災により焼失する。この地震では横浜出張店も焼失し多額の売掛金が回収不能となり、資本金の2/3、売上高の8%にも及ぶ損害がでる。

### 日本重油を設立する
1924年（大正13年）2月、三井物産が米国ゼネラル石油より燃料油を輸入するが重油の販売網がなく日本石油へ委託することになった。日本石油の主力販売店がこぞって引受けを主張することから、日本石油の木村東京支店長が調停斡旋のうえ、日米礦油を含む5社の共同出資により重油の販売会社日本重油を設立することになった。

### 震災からの復旧と創立30周年で株式会社へ組織変えする
創立25周年を期して、合資会社から株式会社への組織変更を1923年（大正12年）6月29日の臨時総会で決定され、同年10月20日に変更する予定であったが、関東大震災が起きたため延期されていた。震災によって生じた損失が補填され処理がひと段落したため、1928年（昭和3年）3月22日に創立30周年を機会に組織変えをすることになった。代表社員二名のうち、庄九一が社長へ就任し、牧野弥兵衛は老齢により引退し相談役となる。専務取締役には横溝栄次郎、取締役に東京支店長である近藤光正が就任する。

## 昭和期

### 販売体制の拡大と整備
業容の拡大に伴って全国各地に支店や販売店を設置し、油槽所ならびに倉庫の拡充を図り石油販売店として体制を整備した。
- 東京支店を開設する

　関東地区の販売を強化するため1928年（昭和3年）6月20日に東京支店を東京市本所区松井町2−1に開設する。同年8月4日、取締役の近藤を東京支店支配人に任命する。

### 海外の販売網を強化する
- 台湾

　1928年（昭和3年）7月1日、台湾における販売網を拡充するため高雄販売店を開設した。後に高雄販売店を出張所に変え、手狭となった台北出張所を新店舗として移転し、1930年（昭和5年）11月1日、販売店に昇格し台湾における拡販は台北販売店を中心として推進することとした。
- 中国

　1929年（昭和4年）、近藤は支店長であった専務の横溝と植物油に関する調査を目的に中国大陸を視察していた。その際、米英資本の石油会社が中国国内で輸入販売を営む光景を目の当たりにし、商売の可能性を感じていた。日中戦争以降、日本産業の積極的な中国大陸への進出に伴って、現地の石油需要が増加した。日米礦油は中国大陸での販路を拡大するため、1939年（昭和14年）初め、天津出張所を開設し営業を開始する。さらに、1940年（昭和15年）6月1日、上海出張所を開設し早山石油会社の製品を販売ならびに輸出入を行う。
- 満州、朝鮮

　満州および朝鮮の販売は北九州の若松販売店の管轄下であったが、昭和に入ると両地区の販売量が増加したため、その販売拠点として1930年（昭和5年）2月25日、京城駐在所を開設し、1935年（昭和10年）3月20日に平壌出張所を開設した。

### 木村商店を買収する
木村商店は遠洋漁業の拠点である神奈川県の三崎港、静岡県の伊東港を中心とし漁業油を販売しており、1926年（大正15年）に日米礦油が資本参加していた。しかしながら、売上が安定しなかった事から1935年（昭和10年）11月30日に木村商店を買収し、同社の三崎支店と伊東出張所の業務を継承し海上用重油の販売に積極性を加えた。また、増加してきた高級機械油の輸入を目的に不二商事を設立し、その業務を行わせる事とした。

### 仕入れ先の統一を検討する
仕入れ先は日本石油が中心であったが、北海道店は三井、東京店の重油はライジングサン石油、大阪店の重油は旭石油、小倉店、京城店は旭石油、鹿児島店は三井重油という具合に各営業所まちまちであった。販売政策上も好ましい状況ではなく、将来の発展のためにも改善を迫られていたため、仕入れ先の統一について検討する事を決め、調査研究に着手した。

### 1933年（昭和8年）7月時点の会社概要
| 営業所             | 開設年月                |
| ------------------ | ----------------------- |
| 本社及び大阪販売店 | 1898年（明治31年）7月   |
| 東京支店           | 1908年（明治41年）11月  |
| 小倉支店           | 1900年（明治33年）1月   |
| 横浜販売店         | 1923年（大正12年）5月   |
| 名古屋販売店       | 1915年（大正4年）6月    |
| 神戸販売店         | 1921年（大正10年）7月   |
| 岸和田販売店       | 1922年（大正11年）5月   |
| 小樽販売店         | 1925年（大正14年）7月   |
| 台北販売所         | 1930年（昭和5年）9月    |
| 高雄出張所         | 1928年（昭和3年）7月    |
| 鹿児島出張所       | 1929年（昭和4年）7月    |
| 山川出張所         | 1928年（昭和3年）上半期 |
| 和歌山出張所       | 1925年（大正14年）7月   |
| 釧路出張所         | 1928年（昭和3年）上半期 |
| 京城出張所         | 1930年（昭和5年）2月    |

| その他           | 概要                                                                      |
| ---------------- | ------------------------------------------------------------------------- |
| 系列会社         | 木村商店（1926年＜大正15年＞10月出資）、不二商事（1928年＜昭和3年＞創立） |
| ガソリンスタンド | 東京市内20か所、大阪市内3か所、神戸市内10か所                             |
| 油運搬船         | 大阪1隻、釧路2隻、鹿児島4隻                                               |
| 油槽船           | 鹿児島2隻                                                                 |
| トラック         | 東京4台、大阪1台                                                          |
| タンクローリー   | 東京1台                                                                   |
| モーターカー     | 大阪2台、神戸2台、名古屋1台                                               |

## 日本重油の経営から手を引く

### 日米礦油が日本重油から経営撤退する
1924年（大正13年）2月に出資し役員を送り込み経営していた日本重油株式会社は、景気の影響や不祥事などから欠損が相次ぎ破綻寸前とまでなった。1934年（昭和9年）9月17日、同社の経営を再建させることを目的として、日米礦油の常務取締役であり日本重油の創立発起人でもある近藤光正が社長に就任する。近藤は私財を投じ債権を整理し、最大の債権者である三井物産と13年かけて完済する事とした。
1936年（昭和11年）5月27日、近藤は日本重油の経営に専念するため、日米礦油の常務を辞任し取締役となる。しかし、日米礦油は近藤の一連の行為を問題視し、1936年（昭和11年）秋に持株を手放し日本重油の経営から手を引く。 
近藤が社長となってからは早山石油だけではなく、日本石油、小倉石油、愛国石油から重油の販売を依頼されるなど取扱量が拡大し、有力取引先の販売量が増加したことにより業績が大幅に上昇する。1937年（昭和12年）の11月決算で5年ぶりに復配し会社の経営は軌道にのり、1938年（昭和13年）秋に三井物産への債務を予定より10年早く完済する。

## 戦中期

### 戦時下の石油統制
1931年（昭和6年）9月の満州事変から日中戦争へと全面戦争へと拡大すると、国内では戦時体制が強められ軍部および政府は経済統制を強化していった。石油業界においても精製会社の統廃合、輸出入の統制、流通機構の全国的統一、販売機関の整備、石油類消費の徹底抑制などが強化された。

### 1938年（昭和13年）10月時点の会社概要
| 事業所 | 拠点                                                                             |
| ------ | -------------------------------------------------------------------------------- |
| 支店   | 東京、三崎、大阪、小倉                                                           |
| 販売店 | 小樽、名古屋、神戸、広島、鹿児島、京城、台北、大阪船舶部                         |
| 出張所 | 釧路、室蘭、横浜、伊東、岸和田、和歌山、尼崎、山川、平壌、高雄、船舶部神戸出張所 |
| 工場   | 中川油脂工場                                                                     |

### 更なる統制の強化と輸入の途絶
1939年（昭和14年）ごろ石油の消費規制が一段と強化されるとともに、生産制限により全体的に販売量が制限された。同年10月に各都道府県に石油販売、配給会社が創設されると、それらに日米礦油の販売店が吸収、統合されるに至り、販売店を閉鎖しなければならない箇所もあったが、各地の主要営業所は首位の販売実績を持っていたため、各営業所はその傘下の指定配給所となり業務はおおむね存続できていた。1941年（昭和16年）6月、日蘭石油交渉が決裂し、アメリカによる対日禁輸が発動されると石油の消費規制が一段と強化され、7月下旬にアメリカの日本在外資産凍結令が発動されると石油の輸入は途絶してしまう。

### 本店を大阪から東京へ移転する
日中戦争による戦時体制の強化から石油の中央統制が厳しくなった事と、東京支店の取扱量が増大したため、1938年（昭和13年）2月1日、本店を東京市日本橋区江戸橋に移転する。後に日本橋区室町に再移転する。

### 庄九一の死去
1938年（昭和13年）6月24日、当時の代表取締役社長であった庄九一が病気により死去する。これをうけて、早山与三郎が代表取締役社長へ就任し、近藤光正が専務取締役となる。早山与三郎は当時、早山石油の社長を兼任しており多忙であったため、近藤に対し日米礦油の業務一切の遂行を委任する事を条件として社長に就任した。相談役の牧野弥兵衛はこの年7月で相談役を辞任する。

### 石油統制強化による事業所の統廃合
| 事業所 | 拠点 |
| ------ | --- |
| 支店   | 東京（1942年＜昭和17年＞廃止）、鹿児島（1942年＜昭和17年＞閉鎖） |
| 出張所 | 室蘭（1940年＜昭和15年＞閉鎖）、山川（1940年＜昭和15年＞譲渡）、和歌山・岸和田（1940年＜昭和15年＞閉鎖）、尼崎（1941年＜昭和16年＞閉鎖）、高雄（1943年＜昭和18年＞閉鎖） |

出典:

### 社名を「日本油業株式会社」と改称する
戦局の進展につれ社名に”日米”とついている事で営業がやりづらくなり、官公庁などの入札では不覚の失敗を招く恐れが発生してきたため社名を変更する必要がでてきた。1941年（昭和16年）12月に「日本油業株式会社」とする事を決定し、1942年（昭和17年）1月6日に登記を完了する。

## 会社を日本重油へ分割譲渡する

### 日本重油へ会社を分割譲渡
経営陣内における経営姿勢の相違や、戦時統制下における監督官庁の指示もあり、1942年（昭和17年）4月、日本油業株式会社と日本重油株式会社の両社に分割する。関東の営業拠点と負債を含む財産の4割を日本重油へ譲渡する事とし、資本金200万円 から120万円とする。石崎社長、近藤専務、木村取締役、淵上監査役の関東側の重役は辞任して日本重油に参加する。その際、日本重油は22営業所中、譲渡された、小樽、釧路、東京、横浜、三崎、伊東、北京、天津、上海、ならびに中川工場と資本金を併合して「東亜石油」と社名を改める。
| 代表取締役 | 太田儀兵衛 | 太田儀兵衛 | 太田儀兵衛 | 太田儀兵衛 |
| 取締役     | 早山洪二郎 | 横溝栄次郎 | 太田重雄   | 牧野栄     |
| 監査役     | 塚田銀治郎 | 塚田銀治郎 | 末田倬     | 末田倬     |

### 創業地である大阪に本社を移転
1938年（昭和13年）2月から本社を東京へ移転し業務を行なってきたが、会社分割による営業エリアの変化や、経費の削減、石油専売法による業界情勢の変化から創業地である大阪に移転することに決め、1944年（昭和19年）7月15日に移転する。

### 終戦時点の会社概要
| 事業所 | 拠点                               |
| ------ | ---------------------------------- |
| 支店   | 大阪、小倉、神戸、台湾、朝鮮、海州 |
| 販売店 | 名古屋、広島                       |

### 社名を「日米礦油株式会社」に変更
1945年（昭和20年）10月19日の臨時株主総会において元の商号である日米礦油株式会社とする事を決定する。